# Lachendorf
Lachendorf is een gemeente in de Duitse deelstaat Nedersaksen. De gemeente is het bestuurscentrum van de Samtgemeinde Lachendorf, behorend bij de Landkreis Celle. De gemeente telt 6.498 inwoners.

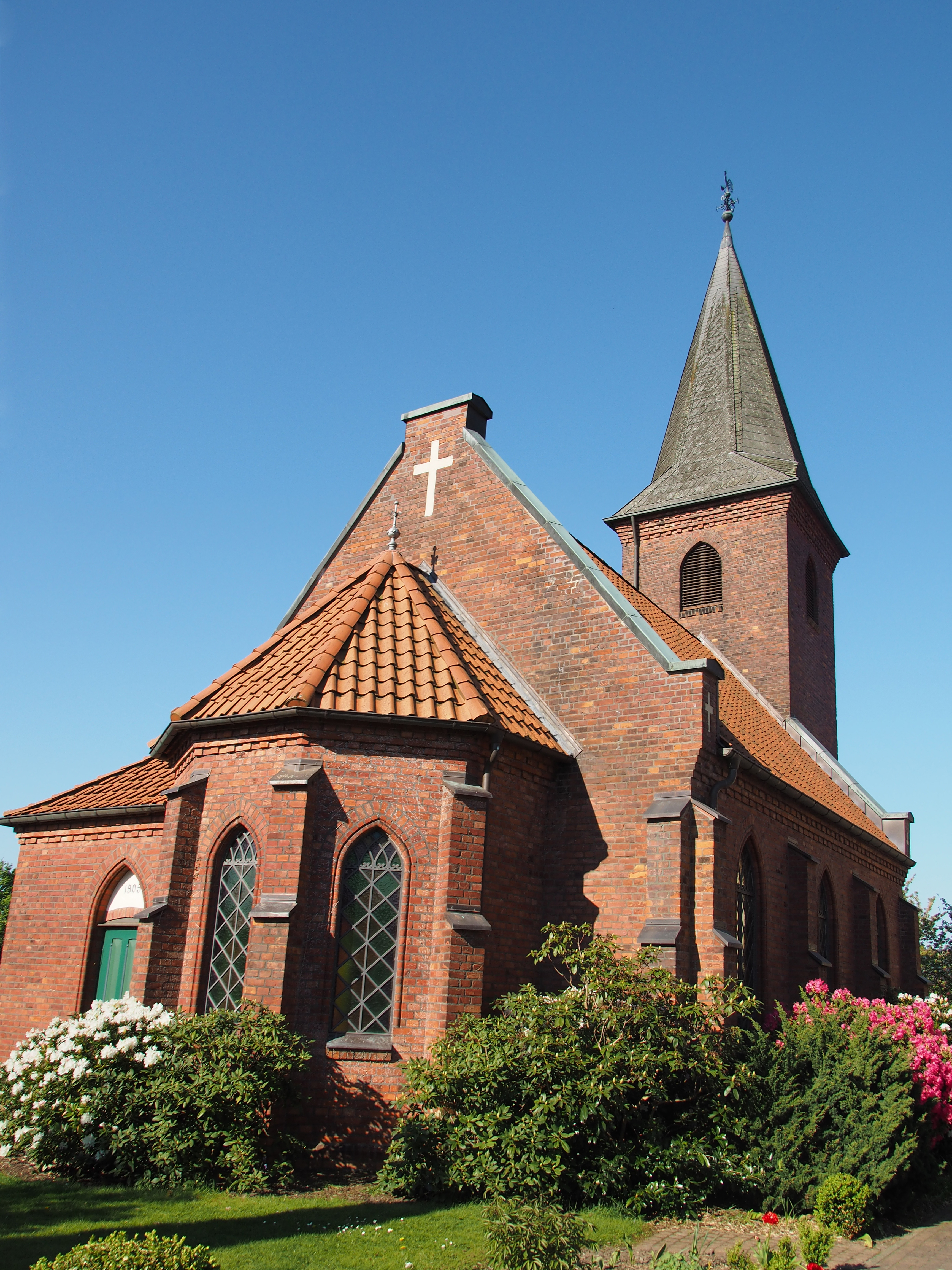
Evang.-lutherse Christuskerk te Lachendorf, 1906

Lachendorf ligt aan de zuidrand van de Lüneburger Heide, ruim 10 km ten oosten van de stad Celle. Door de gemeente stroomt het riviertje de Lachte, waarvan de naam Lachendorf oorspronkelijk is afgeleid. Naast de hoofdplaats Lachendorf behoren ook de Ortsteile Bunkenburg, Gockenholz en Jarnsen tot de gemeente.
Het dorp ligt aan de Lachetalbahn, een kleine spoorlijn Celle-Wittingen, die in 1904 geopend werd. Sedert 1976 rijden over deze lijn alleen nog goederentreinen. Het aan deze lijn gelegen station Lachendorf werd in 1999 gesloopt. Mede ten gerieve van de papierfabriek werden spoorlijn en spoorweghalte naar het noorden verplaatst.
Direct ten zuiden van Lachendorf ligt Wienhausen, dat bekend is om het klooster bij dat dorp en zijn beroemde wandtapijten.

## Geschiedenis en economie

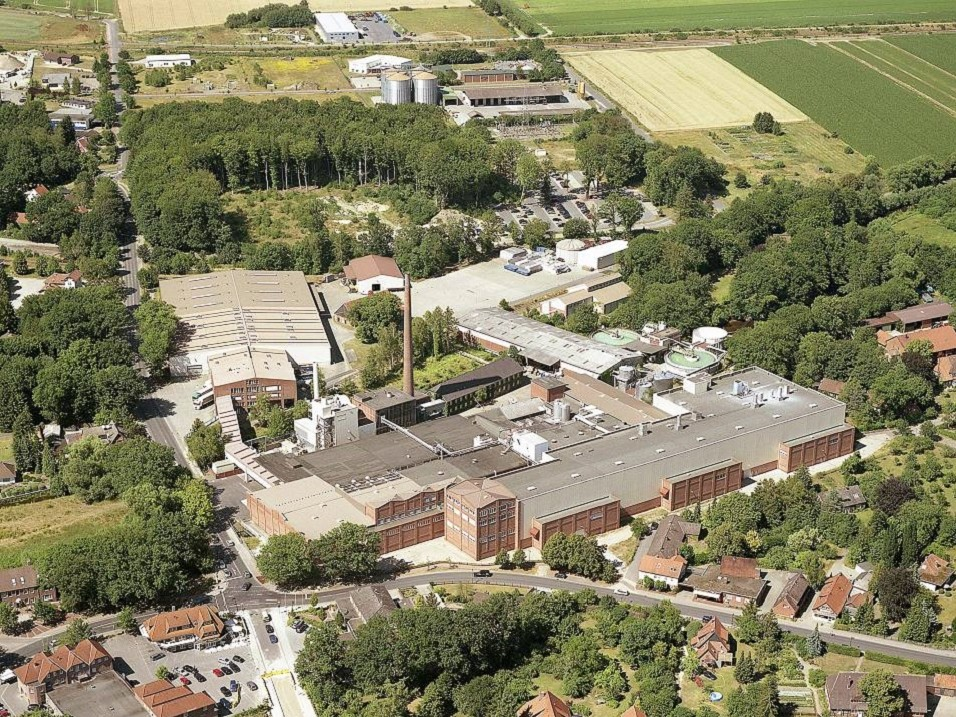
Papierfabriek Drewsen

Lachendorf ontstond met zekerheid reeds in of voor het eind van de 12e eeuw. In 1538 liet hertog Ernst I van Brunswijk-Lüneburg, heer van het Hertogdom Brunswijk-Lüneburg, vanwege de gestegen vraag naar bijbels en dus papier voor gedrukte boeken, in Lachendorf aan het riviertje Lachte een papiermolen bouwen. In 1714 pachtte een zekere Marcus Drewsen de papiermolen van de overheid. Zijn nazaten verkregen het bedrijf in eigendom en moderniseerden het tot de huidige onderneming, die o.a. speciaal papier met watermerk voor de productie van bankbiljetten en identiteitsdocumenten maakt. Drewsen is een van de oudste papierfabrieken van West-Europa. Het bedrijf staat aan de noordrand van het dorp.  Er werkten anno 2019 meer dan 400 mensen. Drewsen is verreweg de belangrijkste onderneming van Lachendorf. Veel huizen in het dorp zijn in de late 19e en 20e eeuw speciaal voor personeel van het bedrijf gebouwd.
In het dorp is verder een onderneming gevestigd, die filmmateriaal produceert en restaureert.
Ten slotte is de banketbakkerij van het dorp het vermelden waard. Deze wordt uitgebaat door Jochen Gaues  , die met name in de periode tot 2015 veel in de publiciteit trad als bakker der prominenten (artiesten, filmsterren, tv-persoonlijkheden, topsporters e.d.) en als leverancier van chique restaurants. Gaues heeft ook bakkerijen opgericht in Hamburg en omgeving, en streeft naar hoge kwaliteit van de producten. Zijn bakkerij in Lachendorf is om deze redenen in geheel de noordelijke helft van Duitsland beroemd.
Gezien de ligging niet ver van de Lüneburger Heide kent Lachendorf ook enig toerisme. De landbouw en veeteelt in het dorp zijn van steeds minder belang geworden.

## Varia
De bekende Rusland-Duitse voetballer Konstantin Rausch (Russisch: Константин Викторович Рауш) (Kozhevnikovo, 15 maart 1990) is in Lachendorf opgegroeid.
De gemeente Lachendorf heeft een jumelage met de stad Bricquebec (Normandië, Frankrijk).
- Gemeinsame Normdatei: 7746745-0
- Virtual International Authority File: 249294822

Adelheidsdorf ·
Ahnsbeck ·
Beedenbostel ·
Bergen ·
Bröckel ·
Celle ·
Eicklingen ·
Eldingen ·
Eschede ·
Faßberg ·
Hambühren ·
Hohne ·
Lachendorf ·
Langlingen ·
Lohheide (gemeentevrij gebied) ·
Nienhagen ·
Südheide ·
Wathlingen ·
Wienhausen ·
Wietze ·
Winsen (Aller)